# Titidius curvilineatus
Titidius curvilineatus là một loài nhện trong họ Thomisidae.
Loài này thuộc chi Titidius. Titidius curvilineatus được Cândido Firmino de Mello-Leitão miêu tả năm 1941.